# Kalgoorlie-Boulder City
Koordinaten: 30° 45′ S, 121° 28′ O

Die City of Kalgoorlie-Boulder ist ein lokales Verwaltungsgebiet (LGA) im australischen Bundesstaat Western Australia. Das Gebiet ist 95.500 km² groß und hat etwa 29.000 Einwohner (2021).
Kalgoorlie-Boulder liegt im Südosten des Staates etwa 550 bis 1250 Kilometer östlich der Hauptstadt Perth und erstreckt sich bis zur Grenze zu South Australia im Osten. Der Sitz des City Councils befindet sich in Kalgoorlie im gleichnamigen Stadtteil, wo etwa 3700 Einwohner leben (2021). Weitere Ortschaften und Ortsteile der City sind Binduli, Boorara, Boulder, South Boulder, Broadwood, Brown Hill, Bulong, Cundeelee, Emu Flat, Feysville, Fimiston, Forrest, Hannans, South Kalgoorlie, West Kalgoorlie, Kanowna, Karkurla, Kurnalpi, Lakewood, Lamington, Mullingar, Ora Banda, Parkeston, Piccadilly, Rawlinna, Somerville, Trafalgar, Victory Heights, Williamstown, Yilkar und Zanthus.

## Verwaltung
Der Kalgoorlie-Boulder Council hat 9 Mitglieder, die von allen Bewohnern der LGA gewählt werden. Kalgoorlie-Boulder ist nicht in Bezirke unterteilt. Aus dem Kreis der Councillor rekrutiert sich auch der Mayor (Bürgermeister) und Vorsitzende des Councils.